# Mark Birighitti
Mark Romano Birighitti (Perth, 17 aprile 1991) è un calciatore australiano con passaporto italiano, portiere del Perth Glory.

## Carriera

### Club
Birighitti debutta nel calcio professionistico con l'Adelaide United in A-League nel 2008. Successivamente si trasferisce ai Newcastle Jets, dove si afferma come titolare. Nel 2015 vive una breve esperienza in prestito al Varese in Serie B italiana, prima di tornare ai Newcastle Jets. Nel 2016 si trasferisce allo Swansea City in Premier League, senza però esordire. In seguito gioca con il NAC Breda nei Paesi Bassi e con il Melbourne City in Australia. Dal 2019 al 2022 difende la porta dei Central Coast Mariners e successivamente si trasferisce in Scozia, militando con il Dundee United e, brevemente, al Kilmarnock. Nel 2025 fa ritorno in Australia firmando per il Perth SC.

### Nazionale
Birighitti ha rappresentato l'Australia Under-20 collezionando 28 presenze. Nel 2013 ha esordito con la nazionale di calcio dell'Australia, disputando una partita.

## Statistiche

### Presenze e reti nei club
Statistiche aggiornate al 10 maggio 2015.
| Stagione               | Squadra                | Campionato             | Campionato | Campionato | Coppe nazionali | Coppe nazionali | Coppe nazionali | Coppe continentali | Coppe continentali | Coppe continentali | Altre coppe | Altre coppe | Altre coppe | Totale | Totale |
| Stagione               | Squadra                | Comp                   | Pres       | Reti       | Comp            | Pres            | Reti            | Comp               | Pres               | Reti               | Comp        | Pres        | Reti        | Pres   | Reti   |
| ---------------------- | ---------------------- | ---------------------- | ---------- | ---------- | --------------- | --------------- | --------------- | ------------------ | ------------------ | ------------------ | ----------- | ----------- | ----------- | ------ | ------ |
| 2007-2008              | Adelaide United        | AL                     | 0          | 0          | -               | -               | -               | ACL                | 1                  | -2                 | -           | -           | -           | 1      | -2     |
| 2008-2009              | Adelaide United        | AL                     | 3          | -4         | -               | -               | -               | -                  | -                  | -                  | -           | -           | -           | 3      | -4     |
| 2009-2010              | Adelaide United        | AL                     | 0          | 0          | -               | -               | -               | ACL                | 0                  | 0                  | -           | -           | -           | 0      | 0      |
| 2010-2011              | Adelaide United        | AL                     | 3          | -2         | -               | -               | -               | -                  | -                  | -                  | -           | -           | -           | 3      | -2     |
| 2011-2012              | Adelaide United        | AL                     | 2          | -2         | -               | -               | -               | -                  | -                  | -                  | -           | -           | -           | 2      | -2     |
| Totale Adelaide United | Totale Adelaide United | Totale Adelaide United | 8          | -8         |                 | -               | -               |                    | 1                  | -2                 |             | -           | -           | 9      | -10    |
| 2012-2013              | Newcastle Jets         | AL                     | 22         | -31        | -               | -               | -               | -                  | -                  | -                  | -           | -           | -           | 22     | -31    |
| 2013-2014              | Newcastle Jets         | AL                     | 23         | -30        | -               | -               | -               | -                  | -                  | -                  | -           | -           | -           | 23     | -30    |
| 2014-gen. 2015         | Newcastle Jets         | AL                     | 6          | -14        | FFA             | 0               | 0               | -                  | -                  | -                  | -           | -           | -           | 6      | -14    |
| gen.-giu. 2015         | Varese                 | B                      | 4          | -4         | CI              | -               | -               | -                  | -                  | -                  | -           | -           | -           | 4      | -4     |
| 2015-2016              | Newcastle Jets         | AL                     | 26         | -40        | FFA             | 0               | 0               | -                  | -                  | -                  | -           | -           | -           | 26     | -40    |
| Totale Newcastle Jets  | Totale Newcastle Jets  | Totale Newcastle Jets  | 77         | -115       |                 | 0               | 0               |                    | -                  | -                  |             | -           | -           | 77     | -115   |
| 2016-2017              | Swansea City           | PL                     | 0          | 0          | FACup+CdL       | 0               | 0               | -                  | -                  | -                  | -           | -           | -           | 0      | 0      |
| 2017-2018              | NAC Breda              | E                      | 15         | -25        | CO              | 1               | -4              | -                  | -                  | -                  | -           | -           | -           | 16     | -29    |
| ago.-set. 2018         | NAC Breda              | E                      | 1          | -5         | CO              | 0               | 0               | -                  | -                  | -                  | -           | -           | -           | 1      | -5     |
| Totale NAC Breda       | Totale NAC Breda       | Totale NAC Breda       | 16         | -30        |                 | 1               | -4              |                    | -                  | -                  |             | -           | -           | 17     | -34    |
| set. 2018-2019         | Melbourne City         | AL                     | 0          | 0          | FFA             | 0               | 0               | -                  | -                  | -                  | -           | -           | -           | 0      | 0      |
| 2019-2020              | C.C. Mariners          | AL                     | 26         | -55        | FFA             | 3               | -4              | -                  | -                  | -                  | -           | -           | -           | 29     | -59    |
| 2020-2021              | C.C. Mariners          | AL                     | 26+1       | -31+-2     | -               | -               | -               | -                  | -                  | -                  | -           | -           | -           | 27     | -33    |
| 2021-2022              | C.C. Mariners          | AL                     | 25+1       | -34+-3     | FFA             | 5               | -3              | -                  | -                  | -                  | -           | -           | -           | 31     | -40    |
| Totale C.C. Mariners   | Totale C.C. Mariners   | Totale C.C. Mariners   | 77+2       | -120+-5    |                 | 8               | -7              |                    | -                  | -                  |             | -           | -           | 85     | -132   |
| 2022-2023              | Dundee Utd             | SP                     | 26         | -41        | CS+CdL          | 2+0             | -1+0            | UECL               | 2                  | -7                 | -           | -           | -           | 30     | -49    |
| 2023-2024              | Dundee Utd             | SC                     | 0          | 0          | CS+CdL          | 0               | 0               | -                  | -                  | -                  | -           | -           | -           | 0      | 0      |
| Totale carriera        | Totale carriera        | Totale carriera        | 210        | -323       |                 | 11              | -12             |                    | 3                  | -9                 |             | -           | -           | 224    | -344   |

### Cronologia presenze e reti in nazionale
| Cronologia completa delle presenze e delle reti in nazionale ― Australia | Cronologia completa delle presenze e delle reti in nazionale ― Australia | Cronologia completa delle presenze e delle reti in nazionale ― Australia | Cronologia completa delle presenze e delle reti in nazionale ― Australia | Cronologia completa delle presenze e delle reti in nazionale ― Australia | Cronologia completa delle presenze e delle reti in nazionale ― Australia | Cronologia completa delle presenze e delle reti in nazionale ― Australia | Cronologia completa delle presenze e delle reti in nazionale ― Australia |
| Data                                                                     | Città                                                                    | In casa                                                                  | Risultato                                                                | Ospiti                                                                   | Competizione                                                             | Reti                                                                     | Note                                                                     |
| ------------------------------------------------------------------------ | ------------------------------------------------------------------------ | ------------------------------------------------------------------------ | ------------------------------------------------------------------------ | ------------------------------------------------------------------------ | ------------------------------------------------------------------------ | ------------------------------------------------------------------------ | ------------------------------------------------------------------------ |
| 28-7-2013                                                                | Seul                                                                     | Australia                                                                | 3 – 4                                                                    | Cina                                                                     | Coppa dell'Asia orientale                                                | -4                                                                       |                                                                          |
| Totale                                                                   |                                                                          | Presenze                                                                 | 1                                                                        |                                                                          | Reti                                                                     | -4                                                                       |                                                                          |

## Palmarès

### Club

#### Competizioni nazionali
- Scottish Championship: 1

Dundee United: 2023-2024